# Hollywood.Con
Pour plus de détails, voir Fiche technique et Distribution.
Hollywood.Con est une comédie américaine réalisée, coécrite et interprétée par Mika Boorem, sorti en 2021.
Avec ce premier long métrage Mika Boorem fait ses débuts en tant que réalisatrice. Elle a coécrit le scénario avec son père, Benjamin Boorem, qui joue également dans le film et en est le principal producteur. Le casting comprend également Devin Ratray, Navarone Garibaldi, Brian Krause et Tom Arnold. Le film sort le 15 janvier 2021 sur Amazon Prime Video.

## Fiche technique
- Titre : Hollywood.Con
- Réalisation :	Mika Boorem
- Scénario :  Mika Boorem, Benjamin Boorem
- Photographie : Robert Murphy
- Montage : 	Anna Crane
- Musique : Lendell Black
- Direction artistique :
- Décors :
- Costumes : Alyssa Goldsmith, Alison Magrane
- Son :
- Producteur : Mika Boorem, Benjamin Boorem
- Producteur exécutif :
- Société(s) de production : Hollywood Hustle, Reverie One
- Société de distribution : Reverie One
- Pays d'origine :  États-Unis
- Langue de tournage : Anglais américain , Espagnol
- Tournage :
- Format :
- Genre : Comédie, Film d'aventure, Film d'action
- Durée : 101 minutes (1 h 41)
- Dates de sortie :
  -  États-Unis : 15 janvier 2021

## Distribution
- Mika Boorem : Mika Harms
- Benjamin Boorem : Ben Harms
- Devin Ratray : Andy Slimmick
- Paige Howard : Veronica Lake
- Brian Krause : The Director
- Herbert Russell : Josh Lambley
- Tom Arnold : El Jade
- Nino De Marco :Mayan Priest
- Cody Kasch : Marvin Lovejoy
- Saxon Trainor : James Worley
- Navarone Garibaldi: lui meme
- Robert Amico : Joseph Worley
- Preston Acuff : Hector "The Lawn Protector"
- Chad Roberts : El Jade's son
- Brittany Underwood : 	Jocelyn Reynolds
- Billy Bob Thornton : lui meme et son groupe The Boxmasters